# 鲍勃·古德
羅伯特·喬治·古德（英語：Robert George Good，1965年9月11日—），是一位來自維吉尼亚州美國政治人物。他是共和黨籍，現任代表維吉尼亞州第五國會選區聯邦眾議員。

## 外部連結
- Representative Bob Good （页面存档备份，存于） official U.S. House website
- Campaign website （页面存档备份，存于）
- 美國國會國家人物傳記大辭典中的傳記
- 由華盛頓郵報維護的投票記錄
- 智慧投票计划中的傳記、投票紀錄及利益集團評級
- 聯邦選舉委員會中的競選財務報告和數據
- C-SPAN內的頁面（英文）